# Sidi El Aidi
Sidi El Aidi (àrab سيدي العايدي) és una comuna rural de la província de Settat de la regió de Casablanca-Settat. Segons el cens de 2014 tenia una població total de 13.839 persones.